# Cognettia sphagnetorum
Cognettia sphagnetorum är en ringmaskart som först beskrevs av Veydovsky 1877.  Cognettia sphagnetorum ingår i släktet Cognettia och familjen småringmaskar. Arten är reproducerande i Sverige. Inga underarter finns listade i Catalogue of Life.